# Nicolas Fatio de Duillier
Nicolas Fatio de Duillier, švicarski matematik, astronom in akademik, * 26. februar 1664, Basel, Švica, † 12. maj 1753, Madresfield (Maddersfield) pri Worcestru, grofija Worcestershire, Anglija.
Bil je dober Newtonov prijatelj in sodelavec.